# Oezdemirus intentus
Oezdemirus intentus är en stekelart som först beskrevs av Cresson 1873.  Oezdemirus intentus ingår i släktet Oezdemirus och familjen brokparasitsteklar. Inga underarter finns listade i Catalogue of Life.